# (3609) Liloketai
(3609) Liloketai est un astéroïde de la ceinture principale.

## Description
(3609) Liloketai est un astéroïde de la ceinture principale. Il fut découvert le 13 novembre 1980 à Nanking par l'observatoire de la Montagne Pourpre. Il présente une orbite caractérisée par un demi-grand axe de 3,12 UA, une excentricité de 0,24 et une inclinaison de 4,9° par rapport à l'écliptique.

## Compléments